# Worden (Illinois)
Worden es una villa ubicada en el condado de Madison en el estado estadounidense de Illinois. En el Censo de 2010 tenía una población de 1044 habitantes y una densidad poblacional de 561,41 personas por km².

## Geografía
Worden se encuentra ubicada en las coordenadas 38°55′52″N 89°50′25″O / 38.93111, -89.84028. Según la Oficina del Censo de los Estados Unidos, Worden tiene una superficie total de 1.86 km², de la cual 1.83 km² corresponden a tierra firme y (1.67%) 0.03 km² es agua.

## Demografía
Según el censo de 2010, había 1044 personas residiendo en Worden. La densidad de población era de 561,41 hab./km². De los 1044 habitantes, Worden estaba compuesto por el 97.7% blancos, el 0.38% eran afroamericanos, el 0.1% eran amerindios, el 0% eran asiáticos, el 0% eran isleños del Pacífico, el 0.77% eran de otras razas y el 1.05% pertenecían a dos o más razas. Del total de la población el 2.39% eran hispanos o latinos de cualquier raza.